# Марману
Марману (рум. Marmanu) — село у повіті Мехедінць в Румунії. Входить до складу комуни Хуснічоара.
Село розташоване на відстані 262 км на захід від Бухареста, 11 км на схід від Дробета-Турну-Северина, 87 км на північний захід від Крайови.

## Населення
За даними перепису населення 2002 року у селі проживали 26 осіб, усі — румуни. Усі жителі села рідною мовою назвали румунську.